# Mileševo (Prijepolje)
Mileševo (Servisch cyrillisch Милешево) is een plaats in de Servische gemeente Prijepolje. De plaats telt 121 inwoners (2002).